# Michael Veith (Biologe)
Michael Karl-Heinz Veith (* 18. November 1957) ist ein deutscher Biologe und Biogeograph. Er ist Professor für Biogeographie an der Universität Trier.

## Leben
Michael Veith studierte bis von 1978 bis 1986 Biologie an der Johannes Gutenberg-Universität Mainz und befasste sich zunächst mit herpetologischen Themen: Seine Diplomarbeit hatte den Titel Biochemical systematics and taxonomy of European newts (genus Triturus). 1991 promovierte er dort bei Alfred Seitz zu “Genetic and morphological differentiation of salamander populations (Salamandra salamandra) on different geographical scales”. Danach war er zunächst Hochschuldozent an der Universität Hohenheim und in Mainz und ab 2005 dann Professor am Institute for Biodiversity and Ecosystem Dynamics an der Universität Amsterdam. Seit 2007 ist er Professor für Biogeographie an der Universität Trier.

## Schriften
- Ulrich Schulte, Axel Hochkirch, Stefan Lötters, Dennis Rödder, Silke Schweiger, Thomas Weimann, Michael Veith: Cryptic niche conservatism among evolutionary lineages of an invasive lizard. In: Global Ecology and Biogeograph. A journal of macroecology, Jg. 20 (2011), ISSN 1466-822X.
- Stefan Lötters, Jos Kielgast, Jon Bielby, Sebastian Schmidtlein, Jaime Bosch, Michael Veith, Susan F. Walker, Matthew C. Fisher, Dennis Rödder: The link between rapid enigmatic amphibian decline and the globally emerging chytrid fungus. In: Ecohealth, Bd. 6 (2010), Heft 3, S. 358–372, ISSN 1612-9202.
- Susanne Bonn, Joachim Albrech, Kathrin Bylebyl, Nadja Driessen, Peter Poschlod, Ulrich Sander, Michael Veith: Offenlandmanagement mit Panzerketten. In: Naturschutz und Biologische Vielfalt, Bd. 73 (2009), S. 189–205.
- Michael Veith, Thomas Schmitt: Naturschutzgenetik bei Amphibien. Von der Theorie zur Praxis. In: Monika Hachtel, Martin Schlüppmann, Burkhard Thiesmeier, Klaus Weddeling (Hrsg.): Methoden der Feldherpetologie[4]. Laurenti Verlag, Bielefeld 2009, ISBN 978-3-933066-41-1, S. 153–184.
- Annika Hillers, Michael Veith, Mark-Oliver Rödel: Effects of forest fragmentation and habitat degradation on West African leaf litter frogs. In: Conservation Biology, Bd. 22 (2008), Heft 3, S. 762–772.
- Karin Böhning-Gaese, Tanja Caprano, Karin van Ewijk, Michael Veith: Range size. Disentangling ecological, biogeographic and phylogenetic factors. In: The American Naturalist, Bd. 167 (2006), Heft 4, S. 555–567.
- Michael Veith, Sebastian Steinfartz: When non-monophyly results in taxonomic consequences - the case of Mertensiella within the Salamendridae (Amphibia: Urodela). Salamandra, Rheinbach, 40 (1), 2004, S. 67–80